# Illuminate World Tour
L'Illuminate World Tour è il terzo tour del cantante canadese Shawn Mendes. A sostegno del suo secondo album in studio Illuminate, la tournée è partita da Glasgow nella The SSE Hydro il 27 aprile 2017 e toccherà Europa e Nord America fino a sbarcare al TD Garden di Boston il 23 agosto 2017 dopo in Oceania ed infine in Asia. Il tour toccherà il 6 maggio 2017 l'Italia nel Mediolanum Forum di Milano.

## Scaletta
1. There's Nothing Holdin' Me Back
2. Lights On
3. The Weight
4. A Little Too Much
5. Stitches
6. Bad Reputation
7. Ruin
8. Life of the Party
9. Three Empty Words
10. Patience
11. Roses
12. No Promises
13. Understand
14. Don't Be a Fool
15. Mercy
16. Never Be Alone
17. Treat You Better

## Date del tour
| Data              | Città             | Stato         | Luogo                           | Artisti d'apertura | Biglietti venduti / Biglietti disponibili | Incasso     |
| Europa            | Europa            | Europa        | Europa                          | Europa             | Europa                                    | Europa      |
| ----------------- | ----------------- | ------------- | ------------------------------- | ------------------ | ----------------------------------------- | ----------- |
| 27 aprile 2017    | Glasgow           | Scozia        | The SSE Hydro                   | James TW           | 11,143/11,143                             | $573,111    |
| 28 aprile 2017    | Manchester        | Regno Unito   | Manchester Arena                | James TW           | 14,889/14,889                             | $749,022    |
| 30 aprile 2017    | Oberhausen        | Germania      | König Pilsener Arena            | James TW           | 10,271/10,271                             | $534,232    |
| 1º maggio 2017    | Amsterdam         | Paesi Bassi   | Ziggo Dome                      | James TW           | 12,376/12,376                             | $568,762    |
| 3 maggio 2017     | Berlino           | Germania      | Mercedes-Benz Arena             | James TW           | 11,817/11,817                             | $590,190    |
| 4 maggio 2017     | Vienna            | Austria       | Wiener Stadthalle               | James TW           | 10,725/10,725                             | $557,400    |
| 6 maggio 2017     | Milano            | Italia        | Mediolanum Forum                | James TW           | 9,531/9,531                               | $512,040    |
| 9 maggio 2017     | Madrid            | Spagna        | WiZink Center                   | James TW           | 7,982/7,982                               | $474,788    |
| 10 maggio 2017    | Lisbona           | Portogallo    | Altice Arena                    | James TW           | 12,474/12,474                             | $606,913    |
| 12 maggio 2017    | Barcellona        | Spagna        | Palau Sant Jordi                | James TW           | 11,202/11,202                             | $644,300    |
| 14 maggio 2017    | Zurigo            | Svizzera      | Hallenstadion                   | James TW           | 12,063/13,000                             | $799,372    |
| 15 maggio 2017    | Monaco di Baviera | Germania      | Olympiahalle                    | James TW           | 10,990/10,990                             | $568,347    |
| 17 maggio 2017    | Stoccolma         | Svezia        | Ericsson Globe                  | James TW           | 11,343/11,343                             | $624,676    |
| 19 maggio 2017    | Oslo              | Norvegia      | Telenor Arena                   | James TW           | 8,007/8,007                               | $700,236    |
| 21 maggio 2017    | Copenaghen        | Danimarca     | Forum Copenhagen                | James TW           | 7,038/7,038                               | $444,581    |
| 22 maggio 2017    | Amburgo           | Germania      | Barclaycard Arena               | James TW           | 11,985/12,988                             | $633,485    |
| 24 maggio 2017    | Parigi            | Francia       | AccorHotels Arena               | James TW           | 11,037/11,037                             | $722,458    |
| 27 maggio 2017    | Bruxelles         | Belgio        | Palais 12                       | James TW           | 9,242/9,242                               | $452,694    |
| 30 maggio 2017    | Dublino           | Irlanda       | 3Arena                          | James TW           | 8,674/8,674                               | $641,209    |
| 1º giugno 2017    | Londra            | Regno Unito   | The O2 Arena                    | James TW           | 31,942/32,228                             | $1,535,870  |
| 2 giugno 2017     | Londra            | Regno Unito   | The O2 Arena                    | James TW           | 31,942/32,228                             | $1,535,870  |
| Nord America      |                   |               |                                 |                    |                                           |             |
| 6 luglio 2017     | Portland          | Stati Uniti   | Moda Center                     | Charlie Puth       | 12,718/12,718                             | $563,506    |
| 8 luglio 2017     | Vancouver         | Canada        | Rogers Arena                    | Charlie Puth       | 11,944/12,578                             | $658,956    |
| 9 luglio 2017     | Seattle           | Stati Uniti   | KeyArena                        | Charlie Puth       | 11,655/11,827                             | $571,611    |
| 11 luglio 2017    | Oakland           | Stati Uniti   | Oracle Arena                    | Charlie Puth       | 13,798 / 13,798                           | $797,363    |
| 12 luglio 2017    | Los Angeles       | Stati Uniti   | Staples Center                  | Charlie Puth       | 13,445 / 13,610                           | $812,975    |
| 14 luglio 2017    | San Diego         | Stati Uniti   | Valley View Casino Center       | Charlie Puth       | 10,354 / 10,486                           | $507,726    |
| 15 luglio 2017    | Glendale          | Stati Uniti   | Gila River Arena                | Charlie Puth       | 13,310 / 13,310                           | $584,916    |
| 17 luglio 2017    | Denver            | Stati Uniti   | Pepsi Center                    | Charlie Puth       | 11,958 / 12,286                           | $532,151    |
| 19 luglio 2017    | Dallas            | Stati Uniti   | American Airlines Center        | Charlie Puth       | 12,996 / 13,434                           | $680,395    |
| 21 luglio 2017    | San Antonio       | Stati Uniti   | AT&T Center                     | Charlie Puth       | 13,310 / 13,310                           | $573,043    |
| 22 luglio 2017    | Houston           | Stati Uniti   | Toyota Center                   | Charlie Puth       | 11,748 / 11,748                           | $580,149    |
| 25 luglio 2017    | Tampa             | Stati Uniti   | Amalie Arena                    | Charlie Puth       | 12,479 / 12,479                           | $552,602    |
| 26 luglio 2017    | Miami             | Stati Uniti   | American Airlines Arena         | Charlie Puth       | 13,177 / 13,177                           | $629,472    |
| 28 luglio 2017    | Orlando           | Stati Uniti   | Amway Center                    | Charlie Puth       | 12,233 / 12,233                           | $619,430    |
| 29 luglio 2017    | Duluth            | Stati Uniti   | Infinite Energy Arena           | Charlie Puth       | 10,319 / 10,319                           | $582,086    |
| 31 luglio 2017    | Nashville         | Stati Uniti   | Bridgestone Arena               | Charlie Puth       | 13,558 / 13,558                           | $718,875    |
| 2 agosto 2017     | Cleveland         | Stati Uniti   | Quicken Loans Arena             | Charlie Puth       | 12,811 / 12,811                           | $636,823    |
| 3 agosto 2017     | Rosemont          | Stati Uniti   | Allstate Arena                  | Charlie Puth       | 13,000 / 13,000                           | $761,528    |
| 5 agosto 2017     | Omaha             | Stati Uniti   | CenturyLink Center Omaha        | Charlie Puth       | 12,456 / 12,456                           | $571,515    |
| 6 agosto 2017     | Saint Paul        | Stati Uniti   | Xcel Energy Center              | Charlie Puth       | 14,105 / 14,105                           | $766,872    |
| 11 agosto, 2017   | Toronto           | Canada        | Air Canada Centre               | Charlie Puth       | 27,972 / 27,972                           | $1,579,750  |
| 12 agosto 2017    | Toronto           | Canada        | Air Canada Centre               | Charlie Puth       | 27,972 / 27,972                           | $1,579,750  |
| 14 agosto 2017    | Montreal          | Canada        | Bell Centre                     | Charlie Puth       | 15,427 / 15,427                           | $963,863    |
| 16 agosto 2017    | Brooklyn          | Stati Uniti   | Barclays Center                 | Charlie Puth       | 13,687 / 13,687                           | $741,191    |
| 17 agosto 2017    | Newark            | Stati Uniti   | Prudential Center               | Charlie Puth       | 12,541 / 12,541                           | $663,481    |
| 19 agosto 2017    | Washington        | Stati Uniti   | Capital One Arena               | Charlie Puth       | 13,531 / 13,531                           | $741,522    |
| 20 agosto 2017    | Pittsburgh        | Stati Uniti   | PPG Paints Arena                | Charlie Puth       | 12,989 / 12,989                           | $627,641    |
| 22 agosto 2017    | Filadelfia        | Stati Uniti   | Wells Fargo Center              | Charlie Puth       | 14,028 / 14,028                           | $731,611    |
| 23 agosto 2017    | Boston            | Stati Uniti   | TD Garden                       | Charlie Puth       | 13,065 / 13,065                           | $771,325    |
| Sud America       |                   |               |                                 |                    |                                           |             |
| 16 settembre 2017 | Rio de Janeiro    | Brasile       | Barra Olympic Park              | N.D.               | N.D.                                      | N.D.        |
| Oceania           |                   |               |                                 |                    |                                           |             |
| 25 novembre 2017  | Auckland          | Nuova Zelanda | Spark Arena                     | Julia Michaels     | —                                         | —           |
| 29 novembre 2017  | Brisbane          | Australia     | Brisbane Entertainment Centre   | Julia Michaels     | 8,526/8,526                               | $558,964    |
| 1º dicembre 2017  | Sydney            | Australia     | Qudos Bank Arena                | Julia Michaels     | 12,747 / 12,931                           | $805,283    |
| 3 dicembre 2017   | Melbourne         | Australia     | Rod Laver Arena                 | Julia Michaels     | 11,277 / 11,277                           | $764,253    |
| 6 dicembre 2017   | Perth             | Australia     | Perth Arena                     | Julia Michaels     | 7,219 / 7,380                             | $456,597    |
| Asia              |                   |               |                                 |                    |                                           |             |
| 9 dicembre 2017   | Singapore         | Singapore     | The Star Performing Arts Centre | N.D.               | —                                         | —           |
| 11 dicembre 2017  | Bangkok           | Thailandia    | IMPACT Arena                    | N.D.               | —                                         | —           |
| 13 dicembre 2017  | Hong Kong         | Hong Kong     | AsiaWorld-Expo                  | N.D.               | —                                         | —           |
| 18 dicembre 2017  | Tokyo             | Giappone      | Tokyo International Forum       | N.D.               | —                                         | —           |
| Totale            | Totale            | Totale        | Totale                          | Totale             | 650,463/654,903 (99.39%)                  | $35,041,151 |